# Portage (Ohio)
Portage est une ville du comté de Wood, dans l'Ohio. Lors du recensement de 2010, sa population s'élevait à 438 habitants. Sa superficie totale est de 3,86 km2.